# René Coste
René Jean Henri Coste (* 29. September 1922 in Saint-Genest-Lerpt, Loire; † 18. April 2018 in Paris) war ein französischer Theologe, römisch-katholischer Priester und Autor sowie Professor am  Katholischen Institut von Toulouse.

## Leben
René Coste wurde 1922 in Saint-Genest-Lerpt geboren. Er studierte Philosophie und Theologie am Seminar St-Sulpice in Paris und wurde 1947 zum Priester geweiht. Am Institut Catholique de Paris erlangte er 1948 die licence in Theologie. Im selben Jahr wurde er zum Direktor des Séminaire de la Mission de France in Lisieux bestellt. 1961 wurde er zum Doctor iuris utriusque promoviert, 1969 am Institut Catholique de Toulouse zum Doctor theologiae. Von dieser Hochschule wurde er im selben Jahr zum Professor für Sozialtheologie berufen. Er lehrte dort bis zu seiner Emeritierung 1992.
René Coste galt als Spezialist für Sozialethik und Sozialpolitik sowie für die katholische Soziallehre. Er war als Gastprofessor an der Université catholique de Louvain, der Université du Québec à Trois-Rivières, der Université de Montréal, der Universität Barcelona (theologische Fakultät Saint-Pacien), der theologischen Fakultät in Lyon (Lehrstuhl für Ökumene) und der Akademie für katholische Theologie Warschau tätig. Er war Präsident von Pax Christi in Frankreich.

## Veröffentlichungen
- L’éducation à la tolérance dans l’Église catholique contemporaine. In: Conscience et liberté. 1985.
- La guerre, mal suprême. In: Sources Vives. 1992
- Pacifisme et légitime défense. In: Concilium. 1965
- Analyse marxiste et foi chrétienne
- Les Communautés politiques
- Dieu et l'écologie. 1994
- Les dimensions sociales de la foi
- L’Église et les défis du monde
- L’Évangile de l’Esprit
- Les fondements théologiques de l’Évangile social
- Le Grand secret des Béatitudes
- Il est notre paix
- Le Magnificat ou la révolution de Dieu
- Une Morale pour un monde en mutation
- Nous croyons en un seul Dieu
- Les nouveaux horizons de l'écologie
- Pas de pauvre chez toi
- Rio dans la perspective des rassemblements oecuméniques de Bâle et de Séoul
- Le sacrement de la société fraternelle
- Théologie de la liberté religieuse
- Théologie de la paix

## Auszeichnungen
- 2002: Ehrendoktor der Université de Sherbrooke[2]